# 제2차 세계 대전 중 영국-미국 관계
제2차 세계 대전 중 영국-미국 관계는 외교, 군사 작전, 재정, 보급 면에서 광범위하고 매우 복잡한 관계를 이루었다. 영국 총리 윈스턴 처칠과 미국 대통령 프랭클린 D. 루스벨트는 각자의 외교 및 군사 조직과는 별개로 긴밀한 개인적 유대 관계를 형성했다.

## 지도력 문제
프랭클린 D. 루스벨트와 윈스턴 처칠은 대중적 및 학술적 저술에서 철저히 지배적인 위치를 차지했지만 각자는 군사, 외교, 사업 및 여론으로부터의 입력을 보장하는 복잡한 의사결정 시스템의 정점에 서 있었다.
외교 정책 면에서 루스벨트는 수년간 모든 주요 결정을 자신이 내리는 시스템을 발전시켰다. 국무장관 코델 헐은 의례적인 역할로 강등되었다. 재무장관 헨리 모건소 주니어는 재정 문제에서 가장 큰 목소리를 냈으며, 특히 무기대여법, 중국, 유대인, 독일에 대한 외교 정책에 깊이 관여했다. 루스벨트 자신은 도덕적 문제에 대해 상당히 실용적이었지만, 그가 외부인, 특히 영국인에게 보여준 이미지는 그들의 감각을 거슬리게 했다. 영국 외무장관 앤서니 이든은 전시 내각에 "소련의 정책은 비도덕적이며, 미국의 정책은 적어도 비미국적 이익에 관해서는 지나치게 도덕적이다"라고 말했다.
군사 문제에서는 해군 제독 윌리엄 D. 리하이가 수십 년간 대통령의 절친한 친구로서 합동참모본부를 이끌었다. 합동참모본부는 워싱턴에 본부를 둔 새로운 조직인 연합 참모 본부에서 영국군과 직접 협력했다. 군사 결정은 합동참모본부와 연합 참모 본부를 통해 이루어졌으며, 이들은 전역 사령관에게 명령을 내렸다. 사령관들은 각 지리적 구역 내 모든 연합군을 지휘했다. 이는 군사 역사상 새로운 개념으로, 마셜 장군이 주창했고 처음에는 영국군이 마지못해 받아들였다. 영미 군사 협력의 핵심 전역은 지중해와 서유럽 – SHAEF였다. 미국 장군 드와이트 D. 아이젠하워는 1943-44년에 지중해 전역을 이끌었고, 그 후 SHAEF로 이동했다.
역사가들은 항상 루스벨트-처칠의 우정에 특별한 관심을 기울여 왔다. 그들은 또한 두 사람이 소련 독재자 이오시프 스탈린을 어떻게 다루었는지도 탐구했다. 루스벨트와 처칠은 11번 직접 만났다. 그들은 1700통의 전보와 편지를 교환했고, 심지어 국제 전화도 몇 번 했다. 루스벨트는 또한 최고 보좌관, 특히 해리 홉킨스와 그보다 덜했지만 W. 애버렐 해리먼을 보냈다. 해리먼은 1942년 모스크바 회담에 처칠과 동행하여 서방 연합국이 약속된 프랑스 내 제2전선을 열지 않고 북아프리카에서 작전을 수행하는 이유를 스탈린에게 설명했다. 해리먼은 1943년에 주소련 대사로 임명되었다.
처칠은 모든 정당이 참여하는 연립 정부를 운영했다. 그는 자신의 전시 내각을 지배했다. 노동당 당수 클레멘트 애틀리는 부총리였으며 실질적으로 모든 국내 문제를 처리했다. 그는 매우 조용하게, 보통 막후에서 그렇게 했다. 처칠은 루스벨트처럼 카리스마와 매우 강력한 대중 이미지를 통해 여론을 결집했다. 처칠은 모든 최고 외교 정책 결정을 직접 처리했고, 그의 외무장관 앤서니 이든은 가시성이 낮은 문제만을 담당했다. 처칠은 자신을 국방부 장관으로 삼았으며, 참모총장들과 반복적으로 간섭하고 재편하고 논쟁했다. 역사가들은 일반적으로 처칠의 전시 리더십의 질에 동의하며, 특히 미국 지원을 얻는 그의 놀라운 성공을 강조한다. 대부분의 역사가보다 더 비판적인 리처드 윌킨슨은 다음과 같이 주장했다.
영국에서 처칠이 루스벨트 대통령과 그의 동료 시민들의 지지를 얻은 업적에 필적할 만한 사람은 아무도 없었을 것이다... 그는 미국에 대한 깊고 진정한 존경심을 보여주었다. 루스벨트와의 구애는 아첨, 친목, 그리고 미국과 영국이 공유하고 나치즘이 두 민주주의 국가 모두에게 가하는 위협에 대한 가치를 반복하는 놀라운 혼합이었다. 처칠은 미국의 이익과 감정에 호소했다.
영국은 워싱턴에 두 명의 대사를 파견했는데, 각 대사는 미국 지도자들을 다루고 미국 여론에 영향을 미치는 데 매우 긍정적인 평판을 얻었다. 로디언 경은 1930년부터 1940년까지 재직했다. 그가 사망하자 핼리팩스 경이 1940년부터 1946년까지 책임을 맡았다. 핼리팩스는 외무장관(1938-40)으로서 1939년 이전에 유화 정책 운동의 지도자였으나, 이후 입장을 바꿔 적극적인 반히틀러 입장을 취했다. 1938-40년 미국 대사 조지프 P. 케네디는 1940년에 루스벨트에게 영국이 망할 것이라고 경고한 패배주의자였다. 루스벨트는 1940년 선거에서 주요 도시의 아일랜드계 지지가 필요했기 때문에 케네디를 해임할 수 없었다. 케네디는 루스벨트를 지지한 후 은퇴했고, 그 자리는 1941-46년에 런던에서 잘 지낸 소박한 공화당원 존 위넌트로 교체되었다.
선전포고 이후 외교 정책 문제들은 더 이상 정치적 의제의 상위권에 있지 않았다. 영국에서는 유화 정책이 죽었고, 미국에서는 고립주의가 죽었다. 1941년 12월 미국이 전쟁에 참전한 후, 외교 정책은 의회에서 거의 논의되지 않았으며, 무기대여법 지출을 삭감하라는 요구도 거의 없었다. 1944년 봄, 하원은 334대 21로 무기대여법 프로그램을 갱신하는 법안을 통과시켰다. 상원은 63대 1로 이를 통과시켰다.

## 최고위급 회담

### 대서양 헌장 (1941년)
루스벨트와 처칠은 1941년 8월 뉴펀들랜드의 플라센티아 만에서 비밀리에 만나, 나중에 독일에 대항하여 전쟁에 참여한 연합국의 기초 문서가 된 정책 성명을 발표했다. 유엔에 가입하려면 한 국가가 참여해야 했다. 대서양 헌장은 전후 연합국의 목표를 정의했다. 헌장은 전쟁의 이상적인 목표를 명시했는데—영토 확장이 없고; 인민의 의지에 반하는 영토 변경이 없으며, 자결권; 박탈당한 자치 정부의 회복; 무역 제한의 감소; 모두를 위한 더 나은 경제적, 사회적 조건을 확보하기 위한 국제 협력; 공포와 결핍으로부터의 자유; 해양의 자유; 그리고 무력 사용의 포기뿐만 아니라 침략국들의 군비 축소. 대서양 헌장 지지자들은 1942년 1월 1일 연합국 공동 선언에 서명했으며, 이는 현대 유엔의 기초가 되었다. 헌장은 강력한 선전 무기였지만, 대영 제국 유지를 깊이 다짐했던 처칠은 그것이 영국령에는 적용되지 않는다고 주장했다. 처칠이 완전한 통제를 주장한 것은 그가 외무장관 앤서니 이든을 대동하지 않았을 때 나타났다.

### 아카디아 (1941년~1942년)
아카디아 회의는 1941년 12월 22일부터 1942년 1월 14일까지 워싱턴에서 열렸으며, 영미 최고 군사 지도자들을 한자리에 모았다. 처칠과 루스벨트 및 그들의 보좌관들은 매우 솔직한 대화를 나누었고, 이는 1942-1943년 전쟁 노력에 큰 영향을 미친 일련의 주요 결정으로 이어졌다. 1942년에 북아프리카를 침공하고, 미국 폭격기를 영국 기지로 보내며, 영국이 태평양에서 병력을 강화하기로 결정되었다. 회의는 워싱턴에 본부를 둔 연합 참모 본부를 설립했으며, 이는 모든 군사 결정을 승인하고 확정했다. 또한 극동에 통합된 미영네덜란드호주 사령부(ABDA)를 창설했으나, 이는 잘 진행되지 않았다. 마지막으로 회의는 연합국이 적과 개별 평화를 맺지 않고 승리할 때까지 모든 자원을 동원하기로 다짐하는 연합국 공동 선언을 초안했다.

### 퀘벡 회의 (1943년)
1943년 8월 캐나다에서 열린 제1차 퀘벡 회담에서 처칠, 루스벨트, 연합 참모 본부는 독일에 대항하는 전략을 계획했다. 그들은 연합 참모 본부의 보고서를 사용하여 오버로드라는 코드명의 프랑스 침공을 계획하기 시작했다. 또한 프랑스와 저지대 국가에서 독일이 사용하는 시설에 대한 폭격 공격을 늘리는 것에 대해 논의했다. 그들은 프랑스 침공에 앞서 영국 내 미국 병력 증강을 계속하기로 결정했다. 처칠은 지중해 전역에서의 작전의 이점에 계속해서 주의를 기울였다. 그들은 이탈리아를 전쟁에서 몰아내고 코르시카와 함께 점령하기 위해 더 많은 병력을 사용하기로 합의했다. 군사 협력은 긴밀하고 성공적이었다. 캐나다 총리가 주최자였지만, 캐나다인들은 비밀 회의에 참석하지 않았다.

### 카사블랑카 회담 (1943년)
1943년 1월 14일부터 24일까지 루스벨트, 처칠, 연합 참모진은 모로코 카사블랑카에서 만났다. 그들은 1943년 유럽에서의 주요 연합국 전략, 특히 이탈리아 침공 및 프랑스 침공 계획을 결정했다. 그들은 영국과 미국의 공세 개념을 통합했다. 루스벨트의 요구에 따라 그들은 "무조건 항복" 정책에 동의했다. 이 정책은 연합군의 사기를 북돋웠지만, 나치로 하여금 끝까지 싸우겠다는 결의를 다지게 만들었다. 주요 문제는 두 프랑스 주요 동맹국, 북아프리카 프랑스 고등판무관 앙리 지로와 자유 프랑스의 지도자 샤를 드골 장군 사이에 협력 관계를 구축하는 것이었다. 루스벨트는 드골을 매우 싫어했고, 처칠은 그를 지지했다. 최종 결정은 해방된 프랑스 지역의 통제를 두 프랑스인 사이에 분할하는 것이었다. 1944년까지 드골이 승리했지만, 그는 루스벨트를 용서하지 않았고 항상 영국-미국 협력을 프랑스 이익에 적대적인 것으로 불신했다.

## 무기대여법
미국은 영국 제국, 소련, 프랑스, 중국 및 일부 소규모 국가에 무기대여법 지원으로 약 500억 달러를 지출했다. 이는 미국 전쟁 비용의 약 11%에 해당한다. 미국은 수혜국이 제공한 상품 및 서비스로 약 78억 달러를 돌려받았는데, 특히 해외 주둔 미군 시설 임대료가 포함된다. 무기대여법 지원은 보통 수혜국이 어떤 목적으로든 사용할 수 있는 달러가 아니었다. 대신 군사 및 해군 군수품과 화물선, 석유, 식량, 화학 약품, 금속, 기계, 임대료 및 운송 서비스와 같은 민간 물품의 달러 가치로 계산된 보급품 및 서비스였다. 1940-45년 동안 영국 제국에 제공된 총액은 300억 달러였다. 여기에는 인도, 호주 및 기타 자치령과 식민지에 대한 보급품이 포함된다. 러시아는 107억 달러를 받았고, 다른 모든 국가는 29억 달러를 받았다. 상환 문제가 제기되었을 때, 루스벨트는 제1차 세계 대전 이후 관계를 괴롭혔던 종류의 전후 부채 문제를 미국이 원하지 않는다고 거듭 주장했다. 상선과 같이 여전히 유용한 상품 중 소량만이 미국으로 반환되었다. 수혜국은 자국 영토에 있는 미군에게 기지와 보급품을 제공했다. 임대료를 포함한 이 비용은 "역 무기대여법"이라고 불리는데, 즉 미국에 제공된 지원이었다. 이는 총 78억 달러에 달했으며, 그 중 86%가 영국 제국에서 왔다. 캐나다는 영국을 위해 유사한 프로그램을 운영했고, 영국 자체도 소련을 위해 유사한 프로그램을 운영했다. 전쟁이 끝난 후 워싱턴에 상환하는 문제에 있어서, 정책은 공정한 분담이 되었다. 결국, 아무도 받은 물품에 대해 비용을 지불하지 않았지만, 프로그램이 끝난 후 받은 운송 중인 물품에 대해서는 지불했다. 루스벨트는 1942년 6월 의회에 다음과 같이 말했다.
전쟁의 진정한 비용은 돈으로 측정하거나 비교하거나 지불할 수 없다. 그것은 피와 노고로 충당되어야 하며, 실제로 그렇게 되고 있다.... 만약 각국이 국가 생산의 대략 같은 비율을 전쟁에 할애한다면, 전쟁의 재정적 부담은 각 유엔의 지불 능력에 따라 균등하게 분배될 것이다.

## 군사 협력

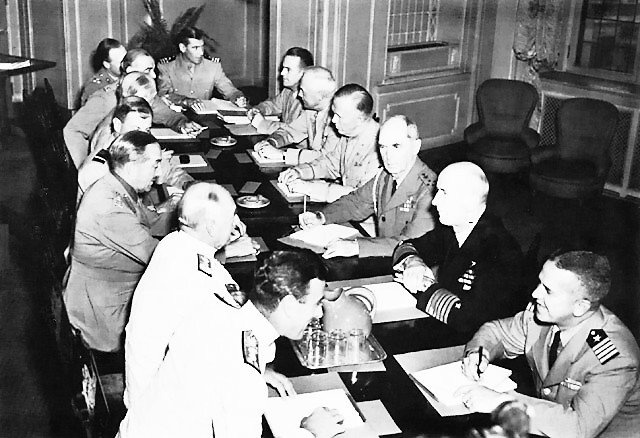
퀘벡의 연합 참모 본부 – 1943년 8월 23일. 테이블 주변에 앉아있는 사람들 (왼쪽 전면부터): 루이 마운트배튼 해군 중장, 더들리 파운드 경, 앨런 브룩 경, 찰스 포털 경, 존 딜 경, 헤이스팅스 L. 이스메이 중장, 해롤드 레드먼 준장, R.D. 콜리지 사령관, 존 R. 딘 준장, 헨리 아놀드 장군, 조지 마셜 장군, 윌리엄 D. 리하이 해군 제독, 어니스트 킹 해군 제독, F.B. 로열 대위.

연합 참모 본부(CCS)는 제2차 세계 대전 중 미국과 영국의 최고 군사 참모진이었다. 이들은 윈스턴 처칠 총리와 프랭클린 D. 루스벨트 대통령의 승인을 받아 양국의 모든 주요 정책 결정을 설정했다. 이들은 태평양, 인도, 북아프리카를 포함한 모든 전역에서 모든 연합국의 군대를 통제했다. 연합국 대표들은 CCS의 회원이 아니었다. 대신 일반적인 절차는 전략 문제에 대해 "관련국 군사 대표"와의 협의를 포함했다.

### 기술 협력
기술 협력은 긴밀했다. 티자드 사절단을 계기로 두 나라는 근접 신관과 레이더, 항공기 엔진, 나치 암호, 원자 폭탄에 대한 비밀과 무기를 공유했다.

## 인도
미국의 인도 독립 지지에 대해 심각한 긴장이 발생했는데, 처칠은 이를 강력히 거부했다. 수년간 루스벨트는 영국의 인도에서 손을 떼는 것을 장려했다. 미국의 입장은 필리핀, 하와이, 푸에르토리코에 자체 식민지를 가지고 있음에도 불구하고 식민주의에 대한 원칙적인 반대에 기반을 두었다. 정치적으로 활동적인 인도 인구는 깊이 분열되어 있었다. 한 세력은 영국 추방을 너무나 강력히 주장하여 독일과 일본에 편들어 인도 포로로 인도 국민군을 조직했다. 이들은 버마와 동인도에 대한 일본의 침공의 일부로 싸웠다. 대규모 평화주의적 요소도 있었는데, 이들은 전쟁 불참을 요구하는 간디의 외침에 동조했다. 그는 모든 형태의 폭력은 악이라고 말했다. 힌두교 다수와 무슬림 소수 사이에 높은 수준의 종교적 긴장이 있었다. 처음으로 무슬림 공동체가 정치적으로 활동적이 되었고, 영국 전쟁 노력에 강력한 지지를 보냈다. 대규모 무슬림 병력을 포함하여 200만 명이 넘는 인도인들이 자원하여 군 복무를 했다. 영국은 무함마드 알리 진나가 이끄는 무슬림 연맹의 요구에 민감했는데, 이는 인도에서 무슬림 병사가 필요했고 중동 전역에서 무슬림의 지지가 필요했기 때문이다. 런던은 인도의 종교적 긴장을 통치를 계속하기 위한 정당화로 사용하며, 1947년에 일어날 종교적 학살을 막기 위해 필요하다고 말했다. 영국의 제국주의 세력은 보수당에 강력히 대표되었고, 처칠 자신은 오랫동안 그들의 주요 대변인이었다.
반면 애틀리 총리와 노동당은 독립을 선호했으며, 국민회의당과 긴밀한 관계를 맺고 있었다. 영국 내각은 스태퍼드 크립스 경을 인도로 파견하여 전쟁 후 인도에 자치령 지위를 약속하는 구체적인 평화 계획을 제시했다. 국민회의당은 즉각적인 독립을 요구했고, 크립스 사절단은 실패했다. 루스벨트는 국민회의당을 지지하며, 자신의 대표 루이스 존슨을 보내 어떤 형태의 독립을 협상하도록 도왔다. 처칠은 격분하여 이 문제에 대해 루스벨트와 협력하기를 거부했고, 루스벨트가 너무 강하게 밀어붙이면 총리직에서 사임하겠다고 위협했다. 루스벨트는 물러섰다. 1942년 국민회의당이 비폭력 시민 불복종 운동인 인도에서 나가라 운동을 시작하자, 인도 제국 경찰은 즉시 수만 명의 운동가들(간디 포함)을 체포하여 전쟁 기간 동안 구금했다. 한편, 전시의 혼란은 동인도에서 심각한 식량 부족을 야기했고, 수십만 명이 굶어 죽었다. 오늘날까지 많은 인도인들은 1943년 벵골 기근에 대해 처칠을 비난한다. 전쟁 노력 측면에서 인도는 인도에 보내지는 미국 물품의 주요 기지가 되었고, 무기대여법 작전은 현지 경제를 활성화시켰다. 200만 명의 인도 병사들은 중동에서 영국군의 성공에 주요 요인이었다. 영국 전쟁 노력에 대한 무슬림의 지지는 인도 제국을 분할하여 파키스탄이라는 새로운 국가를 형성하는 영국의 결정에 결정적인 역할을 했다.

## 같이 보기
- 제2차 세계 대전 중 연합군의 기술 협력
- 제2차 세계 대전 중 영국 육군
- 제2차 세계 대전의 대영 제국
- 기지-구축함 협정
- 제2차 세계 대전의 외교사
- 영국 공군 역사
- 영국 해군 역사
- 무기대여법
- 제2차 세계 대전의 군사 생산
- 영국 외교사 연표
- 미국 외교사 연표
- 미국-영국 관계

## 내용주
1. ↑  Warren F. Kimball, "Franklin D. Roosevelt and World War II," Presidential Studies Quarterly 34#1 (2004) pp. 83–99. online
2. ↑  Julius W. Pratt, "The Ordeal of Cordell Hull." Review of Politics 28.1 (1966): 76–98. online
3. ↑  Robert Rhodes James, 'Anthony Eden: A Biography (1986) p 264
4. ↑  Nigel Hamilton (2014). 《The Mantle of Command: FDR at War, 1941–1942》. HarperCollins. 140쪽. ISBN 9780547775258.
5. ↑  Forrest Pogue, The Supreme Command (1954) pp. 56–65 online
6. ↑  Herbert Feis, Churchill-Roosevelt-Stalin: The War they waged and the Peace they sought (1957).
7. ↑  William Hardy McNeill, America, Britain, and Russia: their co-operation and conflict, 1941–1946 (1953)
8. ↑  Robert E. Sherwood, Roosevelt and Hopkins (1948)
9. ↑  W. Averell Harriman, Special Envoy to Churchill and Stalin, 1941–1946 (1975).
10. ↑  James, Anthony Eden (1986) p 247
11. ↑  Richard Wilkinson, "Winston As Warlord: A Critical Appreciation." History Review (2011), Issue 71, pp. 26–31.
12. ↑  H.C. Allen, Great Britain and the United States  (1954) pp. 787–789.
13. ↑  David Mayers, FDR's Ambassadors and the Diplomacy of Crisis: From the Rise of Hitler to the End of World War II (2013)
14. ↑  Bert R. Whittemore, "'A Quiet Triumph': The Mission of John Gilbert Winant to London, 1941." Historical New Hampshire 30 (1975): 1–11.
15. ↑  H.G. Nicholas, ed., Washington Dispatches 1941–1945: Weekly Political Reports from the British Embassy (1981) pp. 113, 148, 238, 262, 338, 351, 359[{{{설명}}}]
16. ↑  Theodore A. Wilson, The First Summit: Roosevelt and Churchill at Placentia Bay, 1941 (1991) excerpt
17. ↑  James,  Anthony Eden p 247
18. ↑  David Jay Bercuson and Holger H. Herwig, One Christmas in Washington: Roosevelt and Churchill forge the grand alliance (2006), online free
19. ↑  William Hardy McNeill, America, Britain and Russia: Their Cooperation and Conflict 1941–1946 (1953) pp 90–118
20. ↑  Charmley. Churchill's Grand Alliance: The Anglo-American Special Relationship 1940–57 (1996)
21. ↑  Brian P. Farrell, "Symbol of Paradox: The Casablanca Conference, 1943." Canadian Journal of History 28.1 (1993): 21–40.
22. ↑  Alan F. Wilt, "The Significance of the Casablanca Decisions, January 1943," Journal of Military History (1991) 55#4 pp 517–529 in JSTOR
23. ↑  Arthur Layton Funk,  "The 'Anfa Memorandum': An Incident of the Casablanca Conference." Journal of Modern History 26.3 (1954): 246–254. online
24. ↑  The total of dollars given to the British Empire for small war-related purchases was $588 million. Allen (1946) p 253.
25. ↑  Allen (1946) p 250.
26. ↑  Allen (1946) pp. 258, 260; McNeill p. 781.
27. ↑  McNeil, America, Britain and Russia  (1953  pp. 137–150.
28. ↑  Cline, Ray S. (1990). 《United States Army in World War II – The War Department – Washington Command Post: The Operations Division; Chapter VI. Organizing The High Command For World War II "Development of the Joint and Combined Chiefs of Staff System"》. Center Of Military History, United States Army, Washington, D. C. 98–104쪽. 2009년 1월 13일에 원본 문서에서 보존된 문서.
29. ↑  Dawson, R.; Rosecrance, R. (1966). 《Theory and Reality in the Anglo-American Alliance》. 《World Politics》 19. 21–51쪽. doi:10.2307/2009841. JSTOR 2009841. S2CID 155057300.
30. ↑  Paul Kennedy, Engineers of Victory: The Problem Solvers Who Turned The Tide in the Second World War (2013)
31. ↑  James W. Brennan, "The Proximity Fuze: Whose Brainchild?," U.S. Naval Institute Proceedings (1968) 94#9 pp. 72–78.
32. ↑  Septimus H. Paul (2000). 《Nuclear Rivals: Anglo-American Atomic Relations, 1941–1952》. Ohio State U.P. 1–5쪽. ISBN 9780814208526.
33. ↑  Andrew N. Buchanan, "The War Crisis and the Decolonization of India, December 1941–September 1942: A Political and Military Dilemma." Global War Studies 8#2 (2011): 5–31.
34. ↑  Kenton J. Clymer, "Franklin D. Roosevelt, Louis Johnson, India, and Anticolonialism: Another Look." Pacific Historical Review 57#3 (1988): 261–284. online
35. ↑  Yasmin Khan, The Raj at War: A People's History of India's Second World War (2016)
36. ↑  Arthur Herman (2008). 《Gandhi & Churchill: The Epic Rivalry That Destroyed an Empire and Forged Our Age》. Bantam Books. 472–539쪽. ISBN 9780553804638.
37. ↑  John Hickman, "Orwellian Rectification: Popular Churchill Biographies and the 1943 Bengal Famine." Studies in History 24#2 (2008): 235–243.
38. ↑  Eric S. Rubin, "America, Britain, and Swaraj: Anglo-American Relations and Indian Independence, 1939–1945," India Review (Jan–March 2011) 10#1 pp. 40–80

## 더 읽어보기
- Abramson, Rudy. Spanning the Century: The Life of W. Averell Harriman, 1891–1986 (1992)
- Alldritt, Keith. The greatest of friends: Franklin D. Roosevelt and Winston Churchill, 1941–1945 (1995) online free
- Allen, H. C. Great Britain and the United States: A History of Anglo-American Relations, 1783–1952 (1954), pp. 781–885. online
- Allen, R.G.D. "Mutual Aid between the U.S. and the British Empire, 1941–5", in Journal of the Royal Statistical Society no. 109 #3, 1946. pp. 243–277 in JSTOR  detailed statistical data on Lend Lease
- Barker, Elisabeth. Churchill & Eden at War (1979) 346p.[{{{설명}}}]
- Beitzell, Robert. The uneasy alliance; America, Britain, and Russia, 1941–1943 (1972) online free
- Bercuson, David Jay, and Holger H. Herwig. One Christmas in Washington: Roosevelt and Churchill forge the grand alliance (2006), December Arcadia 1941 meeting online free
- Beschloss, Michael R. (2003). 《The Conquerors: Roosevelt, Truman and the Destruction of Hitler's Germany, 1941–1945》. New York: Simon & Schuster. ISBN 9780743244541.
- Burns, James Macgregor. Roosevelt – The Soldier Of Freedom – 1940–1945 (1970)
- Charmly, John. Churchill's Grand Alliance: The Anglo-American Special Relationship 1940–57 (1996) [{{{설명}}}]
- Charmley, John (2001). 《Churchill and the American Alliance》. 《Transactions of the Royal Historical Society》. Sixth Series 11. 353–371쪽. doi:10.1017/S0080440101000184. ISSN 0080-4401. JSTOR 3679428. S2CID 154790604.
- Clarke, Sir Richard. Anglo-American Economic Collaboration in War and Peace, 1942–1949. (1982), British perspective
- Cull, Nicholas (March 1996). 《Selling peace: the origins, promotion and fate of the Anglo-American new order during the Second World War》. 《Diplomacy and Statecraft》 7. 1–28쪽. doi:10.1080/09592299608405992.
- Dallek, Robert. Franklin D. Roosevelt and American Foreign Policy, 1932–1945 (1979) the standard scholarly study online 보관됨 2018-02-28 - 웨이백 머신 also online free complete copy
- Dawson, Raymond H. The Decision to Aid Russia, 1941: Foreign Policy and Domestic Politics (1959)
- Dobson, Alan P. U.S. Wartime Aid to Britain, 1940–1946 London, 1986. [{{{설명}}}]
- Edmonds, Robin. The big three : Churchill, Roosevelt, and Stalin in peace & war (1991) online free
- Gilbert,  Martin. Churchill and America (2005)  online free
- Goodwin, Doris Kearns (1994). 《No Ordinary Time》. 사이먼 & 슈스터. ISBN 9780684804484.
- Herring Jr. George C. Aid to Russia, 1941–1946: Strategy, Diplomacy, the Origins of the Cold War (1973) online edition 보관됨 2008-11-19 - 웨이백 머신
- Groom, Winston. The Allies: Churchill, Roosevelt, Stalin, and the Unlikely Alliance That Won World War II (2018), Popular overview
- Kimball, Warren F. "Franklin D. Roosevelt and World War II," Presidential Studies Quarterly Vol. 34#1 (2004) pp 83+.
- Kimball, Warren F. Forged in War: Roosevelt, Churchill, and the Second World War (1997)  excerpt
- Kimball, Warren F. The Most Unsordid Act: Lend-Lease, 1939–1941 (1969).[{{{설명}}}]
- Kimball, Warren, ed. Churchill & Roosevelt: The Complete Correspondence (3v. 1987) 2200pp[{{{설명}}}]
- Langer, William L.; Gleason, S. Everett (1953). 《The Undeclared War 1940–1941: The World Crisis and American Foreign Policy》. Harper & Brothers. ISBN 978-1258766986.
- Lash, Joseph P. Roosevelt and Churchill, 1939–1941: the partnership that saved the West (1976) online free
- Leutze, James R. Bargaining for Supremacy: Anglo-American Naval Collaboration, 1937–1941  (1977) online 보관됨 2018-03-04 - 웨이백 머신
- Louis, William Roger. Imperialism at Bay: The United States and the Decolonization of the British Empire, 1941–1945. (1977).[{{{설명}}}]
- McNeill, William Hardy. America, Britain and Russia: Their Cooperation and Conflict 1941–1946 (1953), in-depth scholarly coverage; 805pp [{{{설명}}}]
- Miner, Steven M. Between Churchill and Stalin: The Soviet Union, Great Britain, and the Origins of the Grand Alliance (2017).[{{{설명}}}]
- O'Sullivan, Christopher.  Harry Hopkins: FDR's Envoy to Churchill and Stalin. (Rowman and Littlefield 2014)[{{{설명}}}]
- Pederson, William D. ed. A Companion to Franklin D. Roosevelt (2011) online 보관됨 2015-06-12 - 웨이백 머신 pp 493–516, covers FDR's policies
- Reynolds, David. From World War to Cold War: Churchill, Roosevelt, and the International History of the 1940s (2007) excerpt and text search
- Reynolds, David. The Creation of the Anglo-American Alliance 1937–1941: A Study on Competitive Cooperation (1981)[{{{설명}}}]
- Roberts, Andrew. Masters and Commanders: How Four Titans won the war in the West, 1941–1945 (2009) excerpt
- Roberts, Andrew. The Holy Fox: The Life of Lord Halifax (1997) British ambassador to US, 1940– [{{{설명}}}]
- Roll, David.  The Hopkins Touch: Harry Hopkins and the Forging of the Alliance to Defeat Hitler (2012) excerpt and text search and author webcast presentation
- Sainsbury, Keith. Turning Point: Roosevelt, Stalin, Churchill & Chiang-Kai-Shek, 1943: The Moscow, Cairo & Teheran Conferences (1985) 373 pp [{{{설명}}}]
- Sherwood, Robert E. Roosevelt and Hopkins (1948), memoir by senior FDR aide; Pulitzer Prize. online complete edition 보관됨 2023-08-16 - 웨이백 머신
- Shortal, John F. Code Name Arcadia: The First Wartime Conference of Churchill and Roosevelt (Texas A&M University Press, 2021). [{{{설명}}}]
- Stafford, David. Roosevelt and Churchill: Men of Secrets (2011) excerpts
- Tuttle, Dwight William. Harry L. Hopkins and Anglo-American-Soviet Relations, 1941–1945 (1983) [{{{설명}}}]
- Weinberg, Gerhard L. A World at Arms: A Global History of World War II (1994) online free
- Wilson, Theodore A. The First Summit: Roosevelt and Churchill at Placentia Bay, 1941 (1991) excerpt
- Woods, Randall Bennett. A Changing of the Guard: Anglo-American Relations, 1941–1946 (1990) [{{{설명}}}]
- Woodward, Llewellyn. British Foreign Policy in the Second World War (1962); 585 pages; abridged version of his monumental five-volume history; online copies
- Robert F. 워스, "The End of the Show" (review of 제임스 바, Lords of the Desert: The Battle Between the United States and Great Britain for Supremacy in the Modern Middle East, Basic Books, 454 pp.; and 데릭 리바트, Grand Improvisation: America Confronts the British Superpower, 1945–1957, Farrar, Straus and Giroux, 612 pp.), 뉴욕 리뷰 오브 북스, vol. LXVI, no. 16 (24 October 2019), pp. 44–46.

### 1차 자료
- Churchill, Winston. The Second World War (6-vol 1948–40) very famous 6 volume history focused on Churchill's role; includes many documents; online
- Harriman, W. Averell and Abel, Elie. Special Envoy to Churchill and Stalin, 1941–1946. (1975). 595 pp.
- Hull, Cordell. The Memoirs of Cordell Hull (2 vol 1948), the U.S. Secretary of State [{{{설명}}}]
- 프랜시스 L. 로웬하임 et al. eds. Roosevelt and Churchill, their secret wartime correspondence (1975), Abbreviated edition, 800pp  online 보관됨 2018-02-28 - 웨이백 머신
- Kimball, Warren, ed. Churchill & Roosevelt: The Complete Correspondence (3v. 1987) 2200pp [{{{설명}}}]
- Nicholas, H.G. ed., Washington Despatches, 1941–45: Weekly Political Reports from the British Embassy (1981).  700pp; in-depth reports on US politics by 이사야 벌린 [{{{설명}}}]